# Chiesa di San Vittore (Predaia)
La chiesa di San Vittore è la parrocchiale di Taio, frazione-capoluogo del comune sparso di Predaia, in provincia e arcidiocesi di Trento; fa parte della zona pastorale delle Valli del Noce.

## Storia
La prima citazione della pieve di Taio si ritrova in un atto del vescovo Egnone redatto il 25 giugno 1272, periodo in cui era sorta una diatriba con la pieve di Torra. La chiesa è in seguito menzionata in un documento del 1276 del vescovo Enrico III, il quale le confermò i suoi diritti.

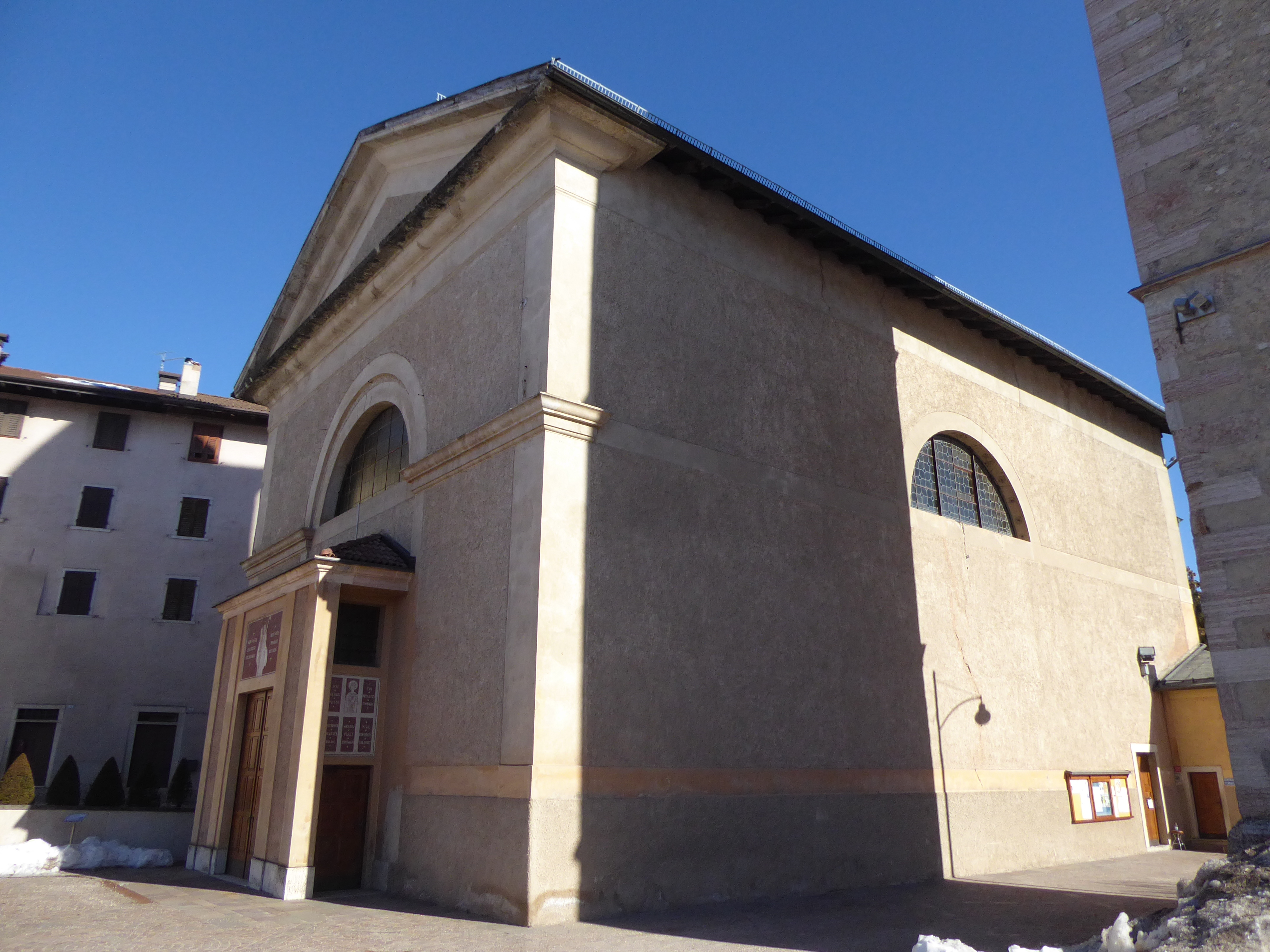
La chiesa vista da un'altra angolazione

Negli anni dieci del XVI secolo iniziarono i lavori di edificazione del campanile; nel 1537 questi risultavano ancora in corso, dato che, di fronte alle lamentele dei visitatori che giudicavano la chiesa povera, il pievano Cosma de Mariani rispose che tutti i fondi che si potevano raccogliere venivano destinati proprio alla costruzione della torre.
Nel 1579 risultava che nella pieve fossero collocati quattro altari, che erano disadorni secondo i visitatori, i quali prescrissero di rimuovere una pietra che fungeva da acquasantiera e di ridurre le dimensioni della tomba della famiglia Crivelli, che portava via troppo spazio.
Alcuni decenni dopo, nel 1616 il visitatore apostolico monsignor Pietro Belli ordinò che venisse smantellato l'altare minore di San Giovanni Battista e che presso gli altri altari fossero installate delle balaustre. 
Nel 1684 il parroco don Valentino Chilovi iniziò le pratiche per ricostruire una parte della volta e per realizzare la cupola; tuttavia, l'idea trovò la fiera opposizione dei fedeli e il sacerdote fu pure incarcerato. Egli, dopo essere evaso, riparatosi a Roma e poi ritornato in paese nel 1703, nel 1710 si dimise dalla carica e al suo posto fu nominato parroco suo nipote Giorgio Valentino Chilovi. Costui riuscì a portare a termine i progetti dello zio, ma nel 1715 i cittadini di Tres, che non avevano alcuna intenzione di fornire la cifra che era stata loro imposta per pagare i lavori condotti da Giacomo e Bernardo Pasquali, vinsero una causa che avevano intentato contro il parroco.

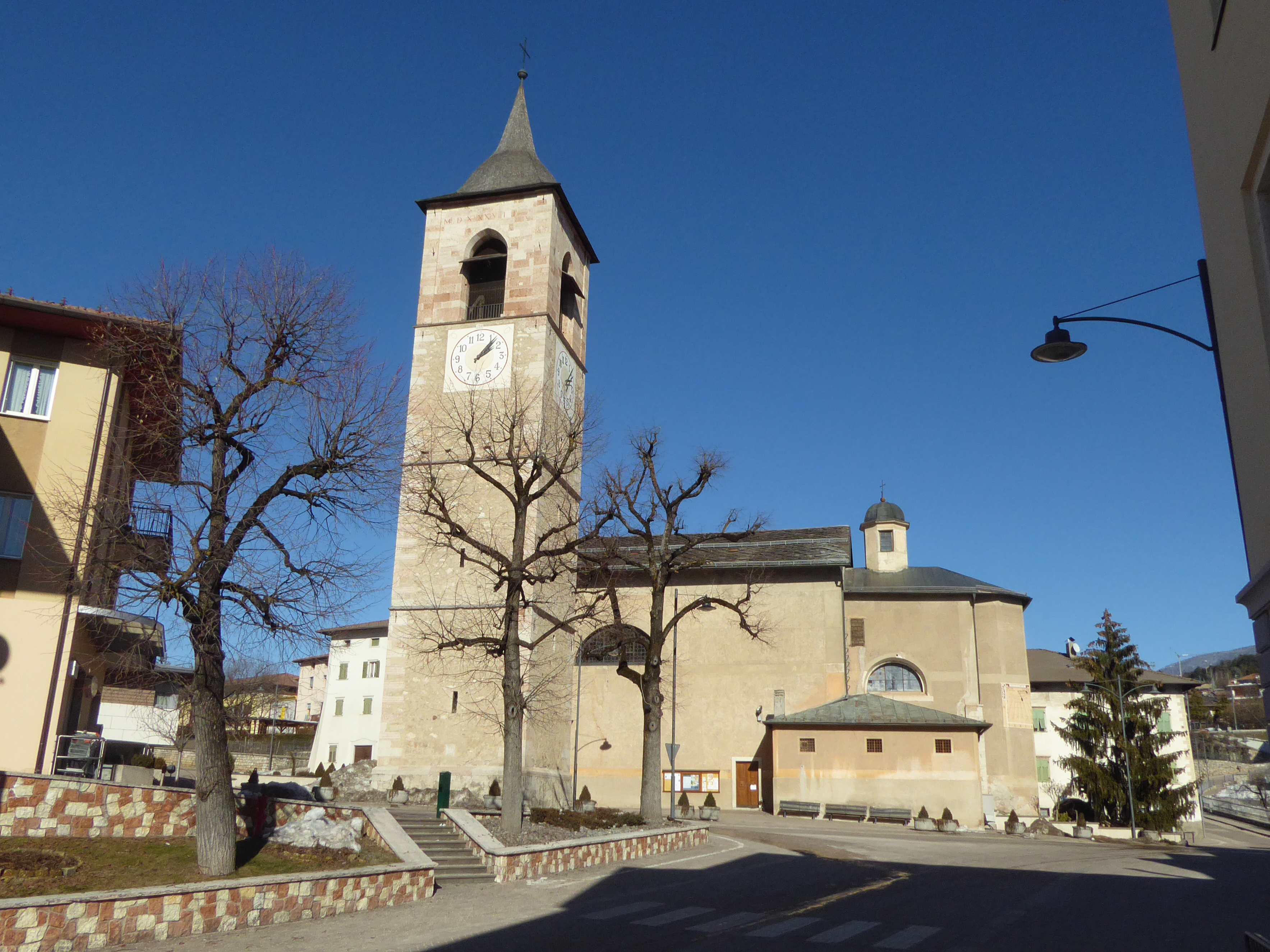
Il fianco della chiesa

Tra il 1755 e il 1760 il coro e l'abside vennero riedificati dai capimastri Umberto Sparr e Cristoforo Busetti, fu posato il nuovo pavimento del presbiterio e fu decorata la sagrestia da Pietro Bianchi.

 Sul finire del XVIII secolo la chiesa e il campanile vennero interessati da alcuni altri interventi, come il rifacimento del tetto.
Nel 1818 si pensò di riedificare la chiesa, che versava in pessime condizioni, ma non se ne fece nulla e qualche anno dopo, nel 1829, si verificò un crollo; a seguito di questo fatto le funzioni vennero spostate nella chiesetta della Vergine Maria. Solo il 9 agosto 1845 cominciarono i lavori di costruzione della nuova parrocchiale, seguiti da Matteo Plottecher e da Cristoforo Berti; il nuovo edificio, che andò a inglobare il coro e il presbiterio di quello precedente, fu completato nel 1849, fu aperto al culto il 7 maggio di quell'anno e fu infine consacrato il 28 luglio 1850 dal vescovo Giovanni Nepomuceno de Tschiderer.
All'inizio del XX secolo il tetto dell'edificio venne interessato da un rifacimento. Una decina di anni dopo, nel 1914, fu approvato il progetto di ricostruzione della copertura del campanile, ma i lavori poterono essere condotti solo nel 1920 a causa della prima guerra mondiale. Successivamente, il 13 maggio 1926, come stabilito dal decreto emesso dall'arcivescovo Celestino Endrici, la chiesa venne elevata al titolo di arcipretale.

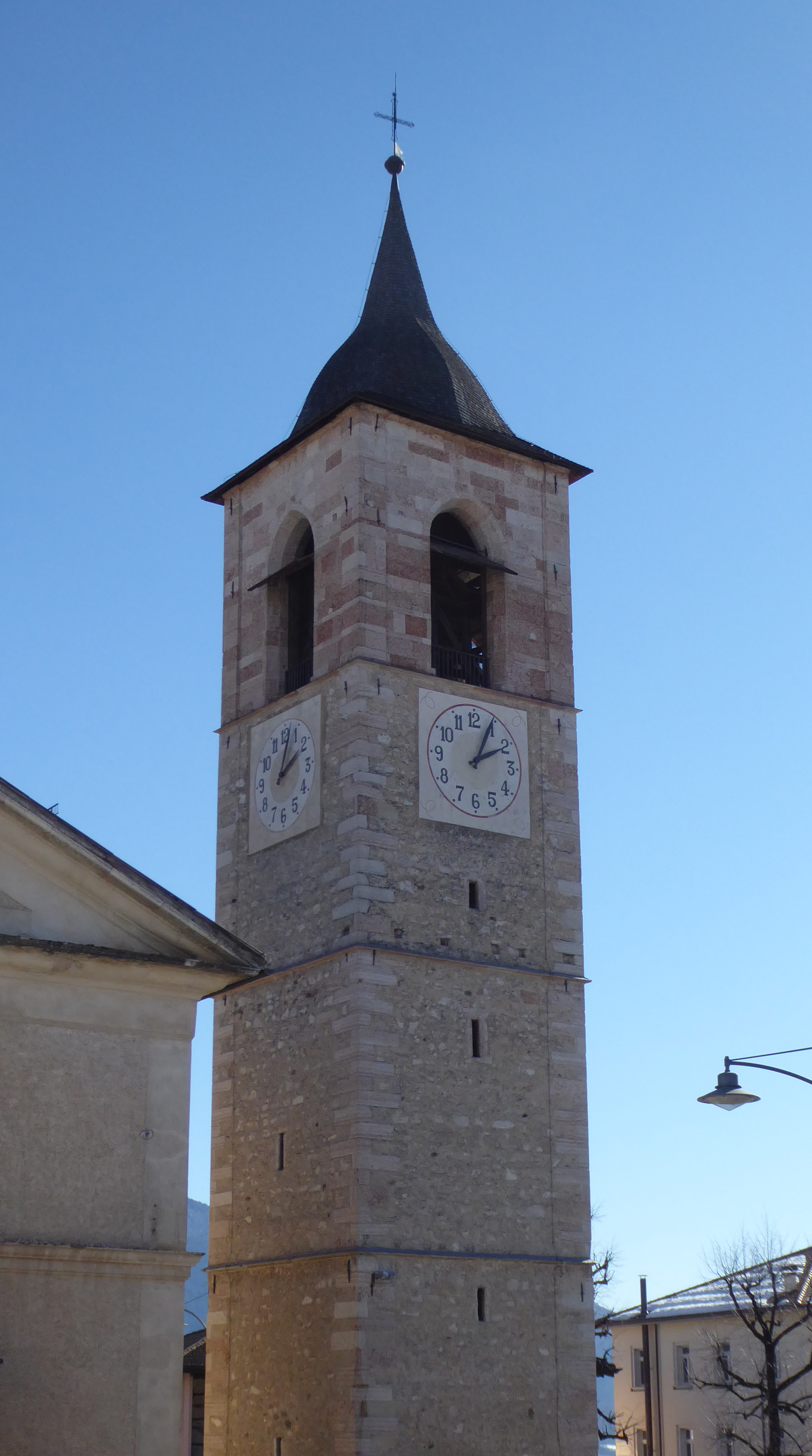
Il campanile

Durante la seconda guerra mondiale la chiesa fu oggetto di alcuni interventi di rimaneggiamento, condotti dai parroci don Giuseppe Quaresima e don Giuseppe Zini; nel 1946 venne collocato un nuovo organo dietro l'altare maggiore.
Nel 1968 il presbiterio venne modificato su disegno di Silvio Mazzoleni per adeguarlo ai dettami post-conciliari; tra il 2002 e il 2003 l'interno della struttura fu ritinteggiato e risistemato.

## Descrizione

### Esterno
La facciata della chiesa è suddivisa da una cornice marcapiano in due registri; quello inferiore è anticipato da un piccolo avancorpo contenente l'atrio, sul quale s'aprono i tre portali, è tripartito da quattro lesene ed è abbellito da riquadri figurati; quello superiore, coronato dal timpano aggettante di forma triangolare, presenta la finestra di forma semicircolare inscritta in un arco a tutto sesto.
Accanto alla parrocchiale s'erge il campanile in pietra, suddiviso da cornici in quattro ordini, l'ultimo dei quali costituisce la cella campanaria e presenta quattro monofore.

### Interno
L'interno dell'edificio è composto da un'unica navata di forma rettangolare, composta da tre campate coperte da volte a botte caratterizzate da unghioni; all'altezza della prima e della terza campata si aprono delle nicchie ospitanti i confessionali, mentre all'altezza della seconda sono presenti due cappellette in cui sono collocati gli altari laterali. Al termine dell'aula si sviluppa il presbiterio a pianta quadrata, a sua volta chiuso dall'abside semicircolare.
Opere di pregio qui conservate sono l'altare maggiore, realizzato in marmi policromi dagli Scanagatta di Rovereto nel 1876, la tela avente soggetto l'Angelo che libera un'anima dal Purgatorio e la pala ritraente il Martirio di San Vittore, eseguita nel 1755 da Mattia Lampi.